# Umtauschanleihe
Eine Umtauschanleihe (englisch exchangeable bond) ist eine Anleihe, die zusätzlich zur jährlichen fixen Zinszahlung dem Investor das Recht gibt, die Anleihe jederzeit in eine feste, gegebene Anzahl von Aktien zu tauschen. Im Gegensatz zur Wandelanleihe ist der Emittent der Umtauschanleihe nicht das Unternehmen, das die zugrunde liegenden Aktien emittiert, sondern typischerweise ein (Groß-)Aktionär.

## Nutzen für den Emittenten
Unternehmen, die sich von einem Aktienpaket trennen möchten, nutzen gerne Umtauschanleihen als Finanzierungsinstrument. Das Recht des Anlegers, die Anleihe umzutauschen, wird für den Investor besonders wertvoll, wenn die zugrunde liegende Aktie vor Ablauf der Anleihe über den Ausübungspreis der Kaufoption steigt. Für den Emittenten bringt dies den Vorteil, dass er (aufgrund dieser Kurschance der Investoren) die Anleihe mit einer niedrigeren Verzinsung platzieren kann. Die Finanzierung wird insofern also für den Emittenten billiger, wobei dieser aber seinerseits auf die Kurschance der zugrunde liegenden Wertpapiere verzichten muss.

## Vorteile für den Anleger
Der Anleger erhält jährliche Zinszahlungen. Des Weiteren partizipiert der Anleger zum einen automatisch an Kursgewinnen der Aktie. Zum anderen bekommt er am Ende der Laufzeit den Nominalwert ausgezahlt, sofern er nicht die Anleihe getauscht hat. Somit besitzt die Anleihe einen gewissen Kapitalschutz.

## Steuerliche Behandlung von Umtauschanleihen in Deutschland
Umtauschanleihen sind für deutsche Steuerbehörden Finanzinnovationen. Somit gilt für den Veräußerungsfall und auch für die anschließende Einlösung, dass die Besteuerung grundsätzlich nach der Emissionsrendite zu erfolgen hat. Ist diese Rendite nicht nachweisbar, wird der gesamte erzielte Gewinn, die sogenannte Marktrendite, versteuert.

## Pflichtumtauschanleihe
Die Pflichtumtauschanleihe ist ähnlich der Pflichtwandelanleihe eine Anleihe, bei der am Ende der Laufzeit die Aktien des Basiswertes erworben werden müssen. Dieser Basiswert entspricht jedoch nicht den eigenen Aktien, sondern denen eines fremden oder oft verbundenen Unternehmens. Die Pflichtumtauschanleihe wird von Emittenten oft dann gewählt, wenn eine bestehende Beteiligung an einem Unternehmen mittelfristig reduziert werden soll. Ein Beispiel hierfür ist die im Juli 2008 von Fresenius emittierte Pflichtumtauschanleihe auf den Basiswert Fresenius Medical Care.